# ハンミョウ
ハンミョウ（斑猫、斑蝥）は、コウチュウ目オサムシ科のハンミョウ亜科（Cicindelinae）に分類される昆虫の総称、または日本列島の一部の地域に生息するナミハンミョウ（学名: Cicindela japonica）を示す和名。本項目は主に後者について扱う。都市部の公園などにも生息しており、比較的身近な虫である。

## 形態・生態
成虫の体長は約20mmほど。日本列島に分布するハンミョウ科の中では最大の種である。頭部は金属光沢のある緑色、前翅はビロード状の黒紫色に白い斑点があり、前胸部と前翅の中央部に赤い横帯が入る。体の下面は金属光沢のある青緑色をしている。体には独特の香りがあり、果物のような芳香と感じる人もいる。
成虫は春から秋まで見られる。日当たりがよく地面が湿っている林道や川原などに生息するほか、公園など都市部でも見られる。人が近づくと飛んで逃げ、1 - 2 m程度飛んで着地し、度々後ろを振り返る。往々にしてこれが繰り返されるため、その様を道案内に例え「ミチシルベ」「ミチオシエ」という別名がある。大きな複眼と鋭い大顎を持ち、敏捷な動作で小型昆虫などを捕食する。
幼虫は細長い体と大きく鋭い大顎を持ち、固い裸地に垂直に円筒形の巣穴を掘り、平らな頭部で穴に蓋をするようにして潜む。昆虫などの小動物が穴の近傍を通りかかると、穴から前半身を乗り出して大顎で捕え、穴の中に引きずり込んで捕食する。幼虫の背面には前方に向いた大きな鉤状の突起があり、力の強い獲物を捕らえる際に穴の外に引きずり出されないよう、穴の内壁に引っかけて体を固定するために用いる。
冬は成虫で、土中で集団越冬する。

## 分布
日本列島の一部の地域。以下は代表的な地域である。
- 本州島の南側地域
- 四国島
- 九州島
- 対馬島
- 種子島
- 屋久島
- 中国地方-岡山-吉備中央町